# فرد ثيوبالد
فرد ثيوبالد (بالألمانية: Fred Theobald)‏ هو مصارع هاوي ألماني، ولد في 19 يونيو 1950 في بيرمازنز في ألمانيا.

## وصلات خارجية
- فرد ثيوبالد على موقع قاعدة بيانات المصارعة الدولية (الإنجليزية)
- فرد ثيوبالد على موقع أوليمبيديا (الإنجليزية)